# アイラグ湖
アイラグ湖 (あいらぐこ、モンゴル語：Айраг нуур、 ᠠᠶᠢᠷᠠᠭᠨᠠᠭᠤᠷ,    ) はモンゴル西部の大湖盆地にある湖。ハル・ウス湖やハル湖、ドルゴン湖、ヒャルガス湖は一体の内陸水域を形成しているが、アイラグ湖もその湖群の中にある。
古代には、ヒャルガス湖と同じ流域にあった。
アイラグ湖の水深は流入河川の水量によって変動する。長さ5km、幅200mから300mの運河に沿ってヒャルガス湖に流れ込んでおり、冬でも凍らない。
夏には湖底近くまで水温が上昇するほか、冬でも水温は1～2.5℃とかなり安定する。他の湖沼と比べると、透明度はあまり高くない。
湖はサカツラガン、ゴビズキンカモメなどのさまざまな水鳥の重要な繁殖地と休憩地で、ニシハイイロペリカンのモンゴルでの唯一の繁殖地である。1999年4月13日、ラムサール条約に登録された。